# Гбехо, Филип
Фи́лип Ко́ми Гбе́хо (англ. Philip Comi Gbeho; 14 января 1904, Водза, Золотой берег, ныне Гана — 24 сентября 1976, Аккра, Гана) — ганский композитор, дирижёр, музыковед и педагог. Отец Виктора Гбехо, дед Комлы Думора Представитель народности эве.

## Биография
Сначала занимался в учительском колледже в Аккре, потом продолжил обучение в Тринити-колледже в Лондоне. В 1954—1968 годах председатель Совета искусств Ганы. Автор Гимна Ганы. Основатель и бессменный дирижёр Ганского национального симфонического оркестра в Аккре. В 1971 году участвовал в 7-м Международном музыкальном конгрессе в Москве. Автор книги «Music of the Ghana National Anther».